# 瀋陽號驅逐艦 (1978年)

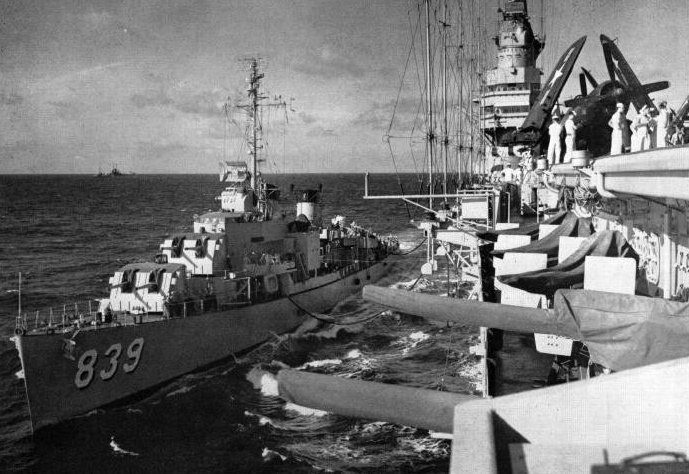
瀋陽號的前身鮑威號，約攝於1947年至1948年

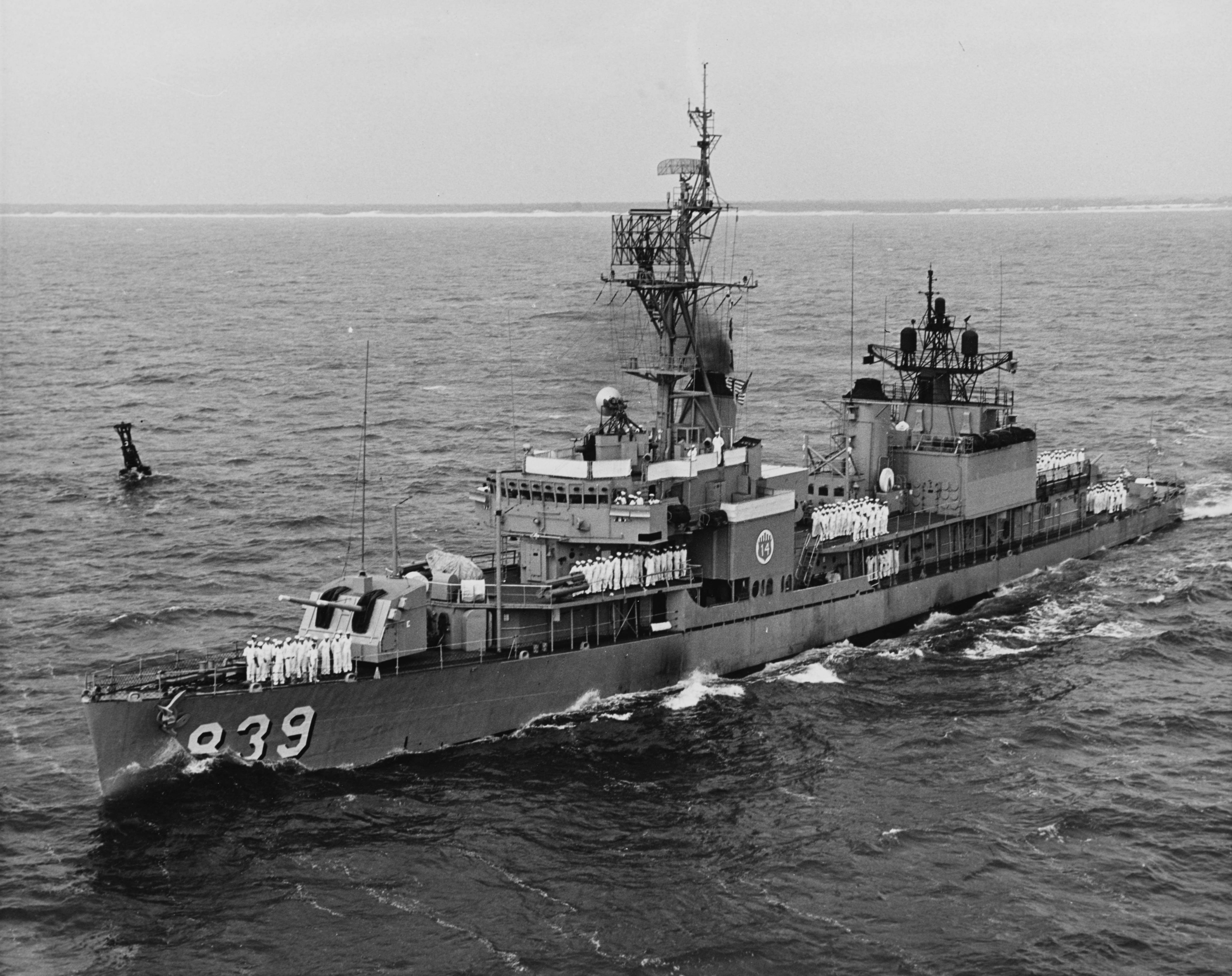
瀋陽號的前身鮑威號，此時已完成（FRAM I）性能升級，攝於1966年6月21日

瀋陽號飛彈驅逐艦（英語:Shen Yang，舷號:DDG-923），為中華民國海軍最後一艘退役的二戰時期陽字號驅逐艦，2005年11月26日舉行除役典禮，正式除役日期為2006年1月1日。在中華民國與美國服役時間超過60年。

## 接收與服役
鮑威號驅逐艦 (DD-839)1977年9月於美國海軍除役後，隨即在10月1日熱艦移交售與中華民國海軍，奉派前往美國布朗士海軍基地接收的首任艦長是劉晉德上校。由當時中華民國海軍總司令鄒堅上將重新命名為「瀋陽」（DD-923），10月1日也成為瀋陽艦的艦慶，於美國進行相關整修後，於1978年12月18日回國服役。首任副艦長鄧庠生中校、輔導長安榮宗中校、作戰長尹宏基少校、兵器長陳宇少校、輪機長趙豫文少校、作戰官張漵江上尉、輪機官趙立朝上尉、保防官謝克明上尉、損管官張念祖中尉、政戰官翁勝能少尉、文書官曾永隆少尉。
瀋陽軍艦為美造基靈級改良一型（Gearing FRAM I）驅逐艦，1977年10月1日由美國熱艦(現役)移交。1978年6月30日瀋陽艦返抵國門，交由海軍第四造船廠專案整備大修，同年12月18日出廠，舷號原為932後改成923，編屬146艦隊226戰隊，旋即加入海軍戰鬥序列擔任護衛台海任務。1997年10月1日移編至海軍131艦隊212戰隊服勤至2006年1月1日除役。

## 配置反潛直升機
因美國沒有將遙控無人反潛直升機賣給中華民國海軍，海軍於1977年以海鯊計劃為名訂購MD-500/ASW Defender型反潛直昇機。這批直昇機具有偵測潛艇及發射魚雷的功能，於1980年3月4日運抵台灣。1983年配備包括瀋陽艦在內的陽字號驅逐艦。

## 武進三型性能升級
經過十多年的服役後，瀋陽艦於1990年7月24日進行武進三型改裝，以美國霍尼韋爾（又譯‘漢威’）公司之H-930模組化戰鬥系統（Modular Combat System）為控制中樞。並拆除所有火炮換裝一門76快炮、10枚標準一型飛彈、2座波佛斯40快砲、艦艉方陣近迫武器系統成為當時中華民國海軍船艦中擁有區域對空點防禦功能之戰艦，為全功能飛彈驅逐艦（DDG-923）,並於1991年4月30日出廠。之後於1995年再加裝了4枚雄風二型反艦飛彈充實反艦戰力。

## 歷史
瀋陽艦曾搭載過總統李登輝，副總統連戰，國防部部長郝伯村、孫震，高級將領劉和謙、唐飛、莊銘耀、陳廷寵、楊亭雲等到外島視察都乘過該艦，曾經創下過晚間十時自東引出發，次日凌晨一時即抵達基隆的歷史紀錄，有「黑金剛」之稱。瀋陽艦原隸屬中華民國海軍146艦隊，母港馬公，自1997年10月1日起轉隸屬中華民國海軍131艦隊，母港基隆。在海軍服勤二十八年期間，總計航行三萬八千六百四十三小時，航程達三十八萬零八百十二海浬，前後歷任艦長二十任。
瀋陽艦曾經納編五次「敦睦遠航訓練支隊」代表國家出訪，分別為:
- 1980年(擔任旗艦)&DD-926綏陽軍艦，出訪南韓。
- 1983年(擔任旗艦)&DD-926綏陽軍艦，出訪南韓。
- 1987年AR-521玉台軍艦(旗艦)、DD-929邵陽軍艦，出訪諾魯、索羅門群島。
- 1989年&AR-521玉台軍艦(旗艦)、DDG-926綏陽軍艦，出訪南非、新加坡。
- 1995年&AOE-530武夷軍艦(旗艦)、DDG-925德陽軍艦，出訪印尼、新加坡。(1995年亦為陽字型艦史上最後一次納編敦睦遠航支隊)

## 榮譽
- 1994年，瀋陽艦獲評為國軍模範(莒光艦)連隊。
- 1996年，瀋陽艦獲評為國軍模範(莒光艦)連隊。

## 除役
瀋陽艦雖然帳面火力與性能直逼中華民國海軍二代艦，但由於艦體老化以及2001年美國出售的紀德艦預定服役，瀋陽艦超過60年的海軍生涯終於畫下句點。
瀋陽艦在2005年11月26日除役並在2006年1月1日正式除役，除役典禮先由歷任艦長(包括劉晉德、章長蓉、林全、劉志遠等)檢閱海軍軍樂隊與海軍儀隊，然後由瀋陽艦最後一任艦長鄭創文宣讀艦史，再由海軍總司令陳邦治宣讀除役命令，然後在〈國旗歌〉聲中緩緩降下國旗、海軍旗及全艦飾旗幟。

## 外部連結
- World Navies Today: Taiwan (Republic of China) （页面存档备份，存于）
- DD-839 USS POWER （页面存档备份，存于）